# Sjors van Beek
Sjors van Beek (Venlo, 1963) is onderzoeksjournalist bij De Limburger en Wob-deskundige. Specialismen van hem zijn jeugdzorg, probleemjeugd, politie en integriteitskwesties. 
Na zijn studie Moderne geschiedenis en mediterrane studies aan de Radboud Universiteit begon Van Beek in 1991 als verslaggever bij het Dagblad voor Noord-Limburg met als specialisatie politiezaken.
In 1995 kwam hij in dienst bij de nieuwsdienst Dagblad De Limburger waar hij ook rechtbankzaken deed.
Nadat hij deze functie vanaf 1999 ook twee jaar had vervuld voor het Algemeen Dagblad Caribbean op Curaçao kwam hij in 2001 terug in Nederland als redactielid van het blad Binnenlands bestuur. In zijn pakket zaten openbare orde en veiligheid, immigratie en inburgering. Na een reorganisatie werd hij freelancer en werkte veelvuldig voor 'De Groene Amsterdammer en diverse regionale kranten. Zijn artikelen verschenen ook in Vrij Nederland, Elsevier, NRC, Trouw, en De Standaard. Tevens was hij verbonden aan 'De Onderzoeksredactie' (het latere Investico). 
Als Wob-redacteur schreef hij bij de website Sargasso.nl en was adviseur op Wob-gebied voor media als Reporter Radio 1. 
In 2013 kwam Van Beek zelf in het nieuws toen hij onder eigen naam een ingezonden stuk schreef in de Volkskrant tegen het aanhoudende gegraai van ‘topbestuurders’. De brief leidde tot een televisieinterview in 'Hollandse Zaken', een online petitie, steunbetuigingen maar ook kritiek op zijn dubbelrol als burger en verslaggever.  In 2016 keerde Van Beek terug als onderzoeksredacteur bij De Limburger. 
Naast onderzoeksartikelen schrijft Sjors van Beek voor De Limburger de column Op de Korrel. Zijn reisverhalen werden gepubliceerd in bladen als NRC Handelsblad en De Standaard.

## Erkenning
In 2016 werd zijn onderzoek Filipijnse slaven op wielen naar de malafide transportwereld beloond met de journalistieke prijs De Tegel.  Hij onderzocht de werk- en leefomstandigheden van Filipijnse chauffeurs, werkzaam bij het Venlose transportbedrijf Martin Wismans.
Samen met Annelies Hendrikx van De Limburger publiceerde Van Beek in 2018 een reeks artikelen over een van moord verdachte huisarts uit Maastricht.  Deze publicaties leverden hen een nominatie voor De Tegel op. 
In 2020 werden liefst twee van zijn onderzoeken genomineerd voor De Tegel. De reportage Brandbom: burenruzie of racisme? over een uit de hand gelopen burenruzie in Heerlen viel naast de prijzen. Wel was er een Tegel voor Politieaffaire Horst, over misstanden bij de politie in Horst en Peel en Maas. De Tegel die hij samen met Rik van Hulst kreeg, werd verdiend in de categorie 'regionaal en lokaal nieuws'. 

## Prijs
- De Tegel (2020)
- De Tegel (2016)